# Spring City (Tennessee)
Spring City és una població dels Estats Units a l'estat de Tennessee. Segons el cens del 2000 tenia 2.025 habitants.

## Demografia
Segons el cens del 2000, Spring City tenia 2.025 habitants, 861 habitatges, i 533 famílies. La densitat de població era de 320,4 habitants/km².
Dels 861 habitatges en un 24,7% hi vivien nens de menys de 18 anys, en un 44,9% hi vivien parelles casades, en un 12,7% dones solteres, i en un 38% no eren unitats familiars. En el 33,8% dels habitatges hi vivien persones soles el 17,8% de les quals corresponia a persones de 65 anys o més que vivien soles. El nombre mitjà de persones vivint en cada habitatge era de 2,21 i el nombre mitjà de persones que vivien en cada família era de 2,83.
Per edats la població es repartia de la següent manera: un 20,4% tenia menys de 18 anys, un 7,4% entre 18 i 24, un 23,9% entre 25 i 44, un 23,5% de 45 a 60 i un 24,9% 65 anys o més.
L'edat mediana era de 44 anys. Per cada 100 dones de 18 o més anys hi havia 81,1 homes.
La renda mediana per habitatge era de 27.009 $ i la renda mediana per família de 31.894 $. Els homes tenien una renda mediana de 27.692 $ mentre que les dones 22.050 $. La renda per capita de la població era de 14.506 $. Entorn del 15,5% de les famílies i el 21% de la població estaven per davall del llindar de pobresa.

## Poblacions més properes
El següent diagrama mostra les poblacions més properes.